# Pheidole pauchil
Pheidole pauchil (лат.) — ископаемый вид муравьёв рода Pheidole из подсемейства Myrmicinae (Formicidae). Мексиканский янтарь (миоцен, Симоховеле, штат Чьяпас).

## Этимология
Видовой эпитет «pauchil» означает «янтарь» на языке тцельталь, современном варианте языка майя, на котором в настоящее время говорят в Симоховеле, штат Чьяпас, Мексика.

## Описание
Мелкие муравьи (4,2 мм). Отличаются следующими признаками: длина и ширина головы равны по размеру (0,35 мм), скапус длинный (0,4 мм); булава усиков 3-сегментная, первый сегмент жгутика такой же длины, как и три последующих; проподеальные шипы длинные и треугольные, широкие в основаниях и заострённые на вершине. Заднее бедро с заметным боковым фланцем на расстоянии примерно одной трети расстояния до апикального конца. Отличается от Pheidole anticua наличием длинного скапуса, превышающих задний конец головы; узелок петиоля острый на вершине, с передней и задней сторонами, сходящимися под острым углом; в то время как у P. anticua короткий скапус, не превышающий заднего конца головы; дорсальный край узла сходятся в более или менее субквадратной форме. В 2024 году из мексиканского янтаря был описан вид † Pheidole chaan Varela-Hernández & Flores-Zapoteco, 2024.